# Pollux (stjärna)
För andra betydelser, se Pollux.
Pollux, eller Beta Geminorum (förkortat β Gem, Beta Gem), som är stjärnans Bayerbeteckning, är den ljusstarkaste stjärnan i stjärnbilden Tvillingarna och en av natthimlens tjugo ljusaste stjärnor. Den har en skenbar magnitud på 1,14 och är klart synlig för blotta ögat. Baserat på parallaxmätning inom Hipparcosuppdraget på ca 86,5 mas, beräknas den befinna sig på ett avstånd på ca 34 ljusår (ca 10 parsek) från solen.

## Nomenklatur
Pollux ger tillsammans med den närliggande stjärnan Castor namn åt stjärnbilden. Namnet är hämtat från tvillingbröderna Castor och Pollux i den grekiska och romerska mytologin. I stjärnkatalogen i Al Ahsasi Al Mouakket-kalendern, kallades stjärnan Muekher al Dzira, som översattes till latin som Posterior Brachii, vilket betyder "slutet av tassen".
År 2016 organiserade Internationella astronomiska unionen en arbetsgrupp för stjärnnamn (WGSN) med uppgift att katalogisera och standardisera riktiga namn för stjärnor. WGSN:s första bulletin av juli 2016 innehåller en tabell över de första två satserna av namn som fastställts av WGSN och där Pollux är angivet för Beta Geminorum.  

## Egenskaper
Pollux är en orange till röd jättestjärna av spektralklass K0 III. Den har en massa som är nästan dubbelt så stor som solens massa, en radie som är ca 9 gånger större än solens och utsänder från dess fotosfär ca 43 gånger mera energi än solen vid en effektiv temperatur av ca 4 700 K.
Även om Pollux har tilldelats bokstaven "beta" är den faktiskt ljusstarkare än Castor, som är "alfa" i Tvillingarna. Pollux är en av de tjugo ljusstarkaste stjärnorna på natthimlen, och ingår i asterismen Vintersexhörningen. Pollux har också det arabiska namnet Al-Ras al-Taum al-Mu'ahar, som ordagrant betyder "huvudet på den andra tvillingen".
Bevis för en låg magnetisk aktivitet har framkommit från observation av svag röntgenstrålning på ca 1027 erg/s med  ROSAT-teleskopet, vilket är ungefär samma som röntgenstrålningen från solen. Ett magnetfält med en styrka under 1 Gauss har bekräftats på Pollux yta, vilket är ett av de svagaste fälten som upptäckts på en stjärna. Förekomsten av detta magnetfält tyder på att Pollux en gång var en Ap-stjärna med ett mycket starkare magnetfält. Stjärnan visar variationer i radialhastighet med liten amplitud, men är inte fotometriskt variabel.

## Planetsystem
Exoplaneten Pollux b bekräftades och tillkännagavs den 16 juni 2006. Pollux b har en beräknad massa på minst 2,3 gånger Jupiters. Den kretsar runt Pollux med en omloppstid på cirka 590 dygn.